# Пернянгаші (Пайгусовське сільське поселення)
Пернянга́ші (рос. Пернянгаши, марій. Пынгель Парнингаш) — присілок у складі Гірськомарійського району Марій Ел, Росія. Входить до складу Пайгусовського сільського поселення.
Стара назва - Пернянгаш.

## Населення
Населення — 214 осіб (2010; 249 у 2002).
Національний склад (станом на 2002 рік):
- гірські марійці — 87 %